# El Bañado (ort, lat -29,19, long -65,43)
El Bañado är en ort i Argentina.   Den ligger i provinsen Catamarca, i den centrala delen av landet, 900 km nordväst om huvudstaden Buenos Aires. El Bañado ligger 410 meter över havet och antalet invånare är 123.
Terrängen runt El Bañado är platt åt sydost, men åt nordväst är den kuperad. Runt El Bañado är det mycket glesbefolkat, med 4 invånare per kvadratkilometer.. Närmaste större samhälle är La Dorada, 7,1 km sydväst om El Bañado.
Omgivningarna runt El Bañado är i huvudsak ett öppet busklandskap.